# Ali Reza Hejdari
Ali Reza Hejdari (pers. عليرضا حيدری; ur. 4 marca 1976 w Teheranie) – irański zapaśnik w stylu wolnym. Dwukrotny olimpijczyk. Brązowy medalista z Aten 2004; szósty w Sydney 2000 w kategorii 96 kg.
Siedmiokrotny uczestnik mistrzostw świata, zdobył pięć medali, w tym złoto w 1998.
Trzy złote medale na igrzyskach azjatyckich w 1998, 2002 i 2006. Pięciokrotny medalista mistrzostw Azji, cztery złote medale w 1997, 1999, 2001 i 2003.
Pierwszy w Pucharze Świata w 1999, 2000 i 2001; trzeci w 1996; czwarty w 1998 i piąty w 1995. Drugi w Pucharze Azji i Oceanii w 1997. Wicemistrz igrzysk wojskowych w 1995. Złoty medal na Światowych Mistrzostwach Wojskowych w 1997. Uniwersytecki mistrz świata w 1996 i 1998 roku.